# Киери
Киѐри (на италиански: Chieri; на пиемонтски: Cher, Кер) е град и община в Метрополен град Торино, регион Пиемонт, Северна Италия. Разположен е на 283 m надморска височина. Към 1 януари 2020 г. населението на общината е 36 770 души, от които 3654 са чужди граждани.